# Ebbenbroek
Ebbenbroek est un hameau dans la commune néerlandaise de Hardenberg, dans la province d'Overijssel.